# Минесота вајлдси
Минесота вајлдси (енгл. Minnesota Wild) су амерички хокејашки клуб из Сент Пола. Клуб утакмице као домаћин игра у Ексел енерџи центру капацитета 18.834 места.
Клуб се такмичи у Централној дивизији Западне конференције. Боје клуба су зелена, црвена и бела.

## Историја
Вајлдси су основани 2000. и до сада нису освојили ниједан Стенли куп. Највећи успех им је прво место у тадашњој Северозападној дивизији у сезони 2007/08.

## Трофеји
- Северозападна дивизија:
  - Првак (1) : 2007/08.